# Viette
Pour les articles homonymes, voir Viette (homonymie).
La Viette est une petite rivière française qui coule dans le département des Deux-Sèvres. C'est un affluent du Thouet en rive droite, donc un sous-affluent de la Loire.

## Géographie
La Viette naît à l'ouest du département des Deux-Sèvres, entre les localités de Saint-Pardoux et Mazières-en-Gâtine, dans la région de la Gâtine poitevine 
. Elle coule sur la partie orientale du vieux socle granitique du Massif armoricain. La rivière suit d'abord une direction ouest-est jusqu'au niveau de Soutiers. Elle change alors d'orientation et se dirige droit vers nord. Elle se jette dans le Thouet à Parthenay.

## Communes traversées
La Viette traverse ou longe sept communes des Deux-Sèvres. D'amont en aval :
- Saint-Pardoux, Mazières-en-Gâtine, Soutiers, Vouhé, Beaulieu-sous-Parthenay, Le Tallud, Pompaire et Parthenay.

## Hydrologie
La Viette est une rivière abondante, comme l'ensemble des cours d'eau de la Gâtine vendéenne, région bien arrosée. Son débit a été observé durant une période de 21 ans (1974-1994), à Beaulieu-sous-Parthenay, localité du département des Deux-Sèvres située peu avant son confluent avec le Thouet. La surface observée à cet endroit est de 33 km2, c'est-à-dire plus ou moins 80 % du bassin versant total de la rivière.
Le module de la rivière à Beaulieu-sous-Parthenay est de 0,405 m3/s.
La Viette présente des fluctuations saisonnières de débit très marquées, comme c'est souvent le cas des rivières coulant sur le vieux socle du Massif armoricain. Les hautes eaux ont lieu
en hiver portant le débit mensuel moyen à un niveau situé entre 0,76 et 1,05 m3/s, de décembre à février inclus (avec un maximum en janvier). Dès le mois de mars, le débit diminue fortement tout au long du printemps, jusqu'aux basses eaux d'été qui surviennent de juin à septembre inclus, et entraînent une baisse du débit moyen mensuel jusqu'au plancher d'août et de septembre (0,032 m3/s - soit 32 litres - par seconde pour chacun de ces deux mois), ce qui est fort maigre, voire assez sévère. Mais les fluctuations sont bien plus prononcées sur de plus courtes périodes.
À l'étiage, le VCN3 peut chuter jusque 0,002 m3/s (2 litres) par seconde, en cas de période quinquennale sèche, ce qui est sévère, le cours d'eau tombant ainsi presque à sec.
Les crues peuvent être très importantes, compte tenu de la petitesse de la rivière et de l'exiguïté de son bassin. Les QIX 2 et QIX 5 valent respectivement 8,3 et 9,6 m3/s. Le QIX 10 est de 11 m3/s, le QIX 20 de 12 m3/s, tandis que le QIX 50 n'a pas été calculé faute d'une durée d'observation suffisamment longue pour le faire.
Le débit instantané maximal enregistré à Beaulieu-sous-Parthenay a été de 10,3 m3/s le 1er novembre 1984, tandis que la valeur journalière maximale était de 8,9 m3/s le 8 avril 1983. Comparée à l'échelle des QIX de la rivière, il apparaît que la crue de novembre 1984 était à peine d'ordre décennal, et donc assez banale.
La Viette est une rivière abondante. La lame d'eau écoulée dans son bassin versant est de 389 millimètres annuellement, ce qui est élevé, nettement supérieur à la moyenne d'ensemble de la France, et très largement supérieur au bassin versant du Thouet. Le débit spécifique de la rivière (ou Qsp) atteint 12,3 litres par seconde et par kilomètre carré de bassin.